# 洛里涅
洛里涅（法語：Lorigné，法語發音：[lɔʁiɲe]）是法国德塞夫勒省的一个市镇，属于尼奥尔区。

## 地理
洛里涅（46°6'36"N, 0°3'39"E）面积11.1 平方千米，位于法国新阿基坦大区德塞夫勒省，该省份为法国西部内陆省份，北起曼恩-卢瓦尔省，西接旺代省，南至夏朗德省和滨海夏朗德省，东临维埃纳省。
与洛里涅接壤的市镇（或旧市镇、城区）包括：拉福雷德泰塞、蒙让、拉沙佩勒普尤、梅勒朗、瓦尔德洛姆。

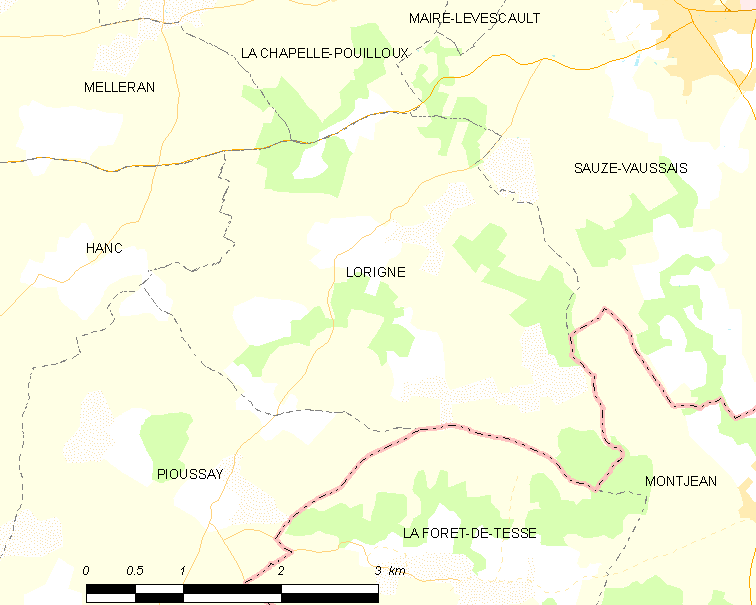
洛里涅的OSM定位图

洛里涅的时区为UTC+01:00、UTC+02:00（夏令时）。

## 行政
洛里涅的邮政编码为79190，INSEE市镇编码为79152。

## 政治
洛里涅所属的省级选区为梅勒县。

## 人口

1962-2008年间洛里涅人口变化图示

洛里涅于2022年1月1日时的人口数量为302人。